# 오쿠마 강당
오쿠마 강당(일본어: 大隈講堂)은 일본 와세다 대학 와세다 캠퍼스에 있는 튜더·고딕 양식의 강당으로 오쿠마 시게노부 동상과 나란히 와세다 대학을 상징하는 건조물이다.
도쿄도 신주쿠구 도쓰카초에 위치하고 있으며 정식 명칭은 ‘와세다 대학 오쿠마 기념 강당’(早稲田大学大隈記念講堂), 캠퍼스내에서는 ‘와세다 대학 21호관’이라고도 표기한다. 중요문화재로도 지정됐다.

## 이용 상황
와세다 대학이 주최하는 중요한 행사나 강연회는 오쿠마 강당에서 열리는 경우가 많다. 또 대학이 사용하지 않는 날은 동아리가 주최하는 극, 강연회, 이벤트가 열린다. 와세다 대학의 부속 학교·계열에 속한 학교 대부분이 오쿠마 강당에서의 입학식과 졸업식을 치른다.

### 각국 정상에 의한 강연
- 1993년 7월 7일 : 빌 클린턴 미국 대통령 강연[1]
- 1998년 11월 28일 : 장쩌민 중화인민공화국 주석 강연
- 2002년 4월 15일 : 고이즈미 준이치로 내각총리대신 강연
- 2008년 5월 8일 : 후진타오 중화인민공화국 주석 강연
- 2012년 7월 22일 : 노다 요시히코 내각총리대신 강연
- 2015년 3월 19일 : 아베 신조 내각총리대신 강연
- 2023년 6월 18일 : 기시다 후미오 내각총리대신 강연

## 사진

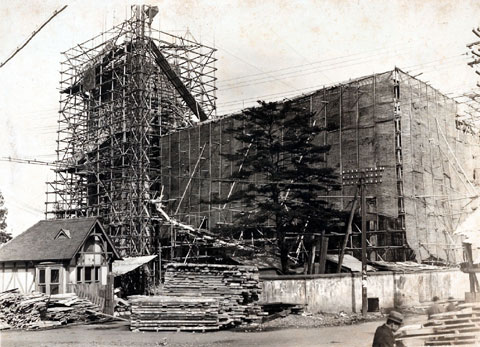
오쿠마 강당이 신축될 당시의 모습(1920년대 촬영)
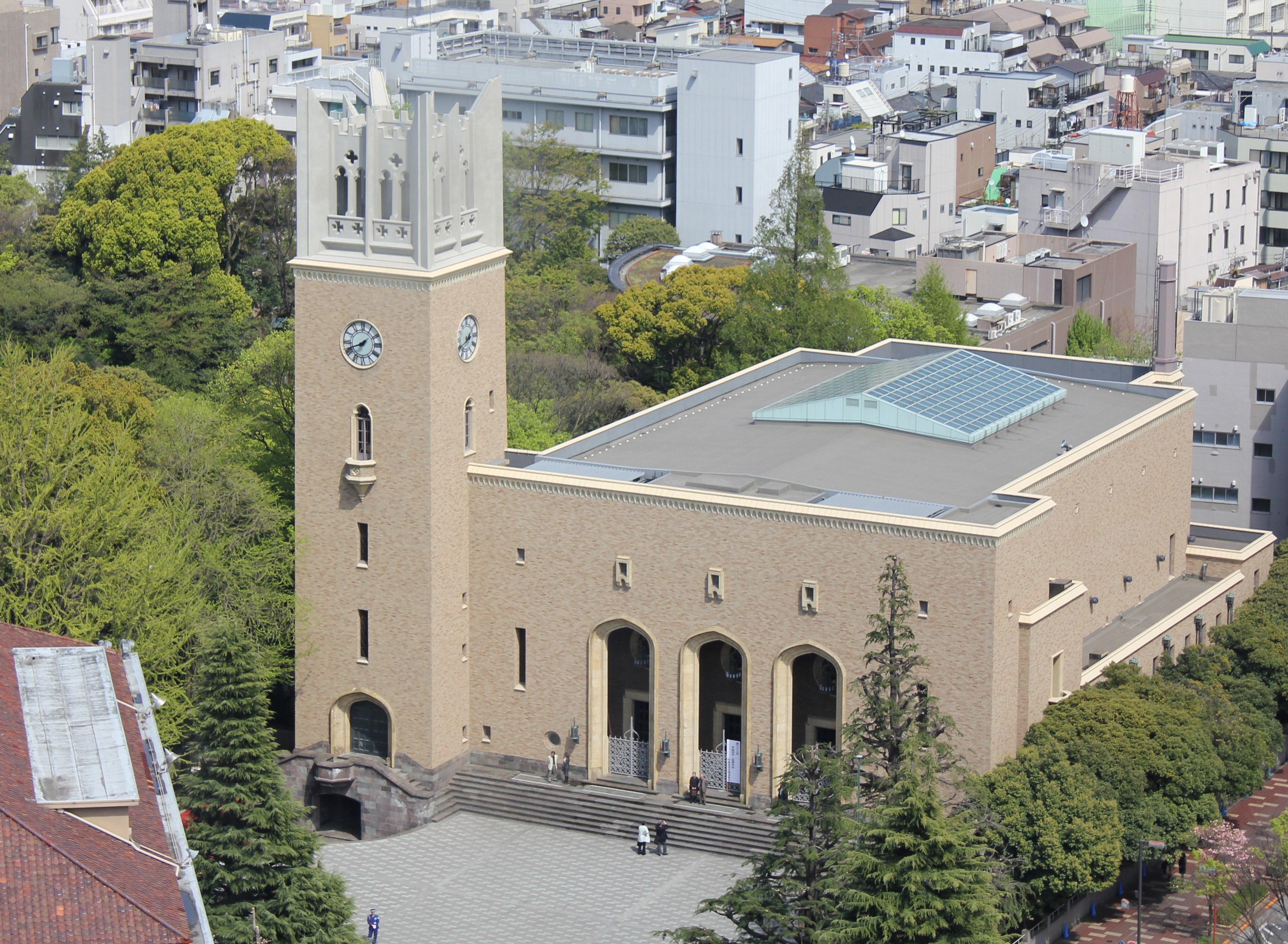
위에서 바라본 오쿠마 강당
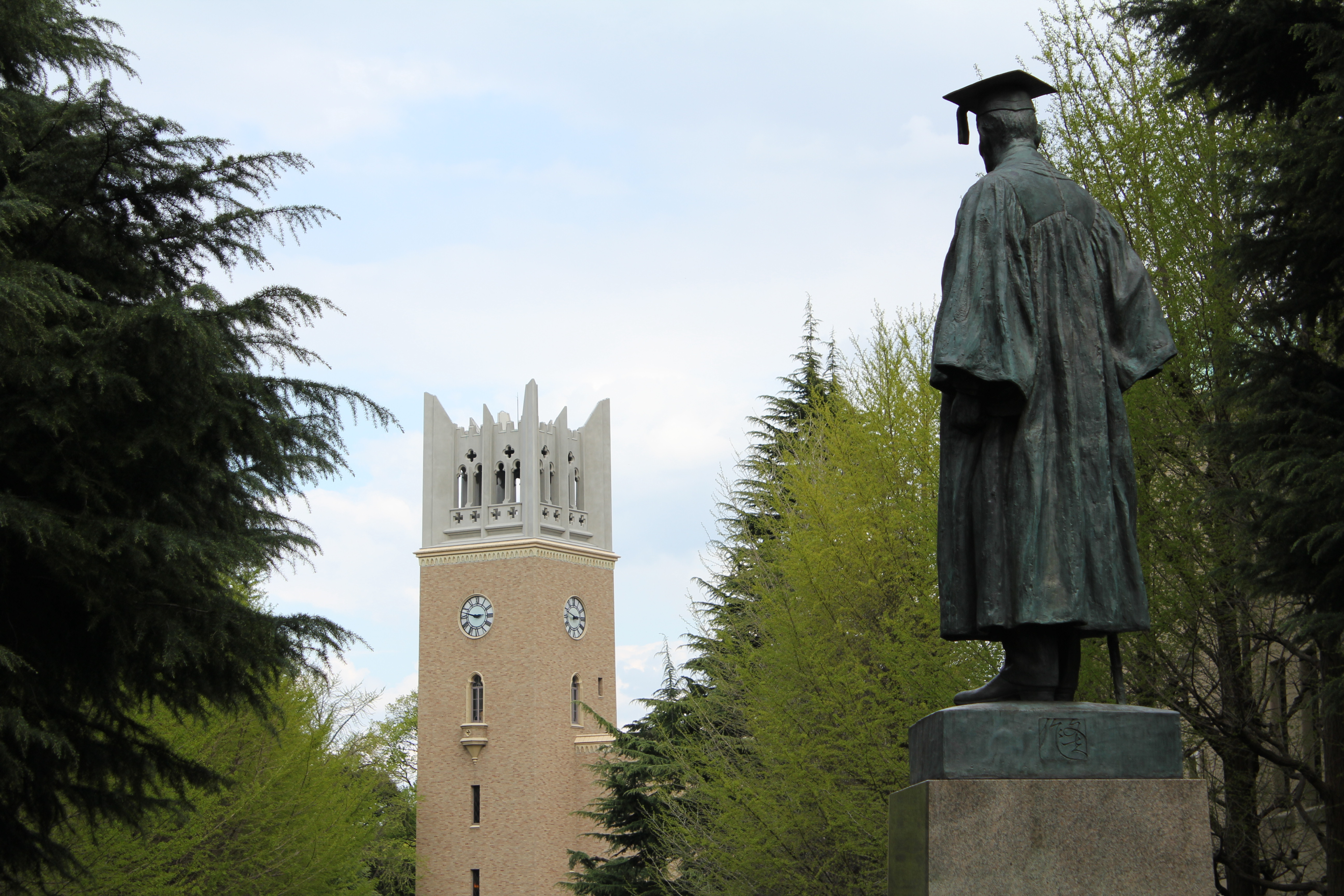
오쿠마 강당(왼쪽)과 오쿠마 시게노부상(오른쪽)

## 같이 보기
- 오쿠마 시게노부
- 위키미디어 공용에 오쿠마 강당 관련 미디어 분류가 있습니다.